# 가브리엘 나루토비치
가브리엘 나루토비치(폴란드어: Gabriel Narutowicz, 1865년 3월 17일 ~ 1922년 12월 16일)는 수력발전공학자이자, 공공사업부 장관을 역임한 관료이며, 폴란드 초대 대통령을 역임한 정치인이다. 명망 있던 공학자이자 무소속 정치인이었던 그는 폴란드 분할 이후 처음으로 선출된 국가 원수였다.
러시아 제국의 지배를 받고 있던 리투아니아 텔샤이에 거주하고 있던 강경 애국주의 성향의 귀족 가문에서 태어난 그는 상트페테르부르크 대학교에서 수학했으며, 이후 스위스의 취리히 연방 공과대학교에서 교육 과정을 이수했다. 기계공학을 직업으로 삼던 그는 전화의 선구자였으며, 그의 작업들은 서유럽 각지의 전시회에서 개최되곤 했다. 이외에도 몽테, 뮐레베르크, 안델스부흐에 수력발전소 건설을 지시했다. 1907년 취리히의 수력발전공학 및 물공학 교수로 발탁되었으며, 라인강 보존 작업을 담당하게 되었다. 1919년 9월 폴란드 측은 그를 제1차 세계 대전 때 파괴된 사회 기반 시설을 복구하는 데 초청했으며, 1920년 6월 23일 브와디스와프 그랍스키 내각의 공공사업부 장관으로 임명되었다. 제노바 회담에서 폴란드 대표단을 성공적으로 이끈 그는 1922년 6월 28일 아르투르 실리빈스키 내각의 외무장관으로 임명되었다.
1922년 대선 때 폴란드 인민해방당을 위시로 한 중도좌파 세력 및 소수민족들의 지지를 받았으나, 우익 성향의 국민민주당, 극우 광신도, 천주교 극단주의 단체, 민족주의자들로부터 "유대인을 동정한다"는 이유로 노골적인 비판을 받았다. 그럼에도 무소속 마우리치 자모이스키 후보를 꺾고 폴란드 제2공화국의 초대 대통령으로 당선되었으나, 취임 5일차 자헹타 미술관에서 작품을 관람하던 중 반대파 엘리기우시 니에비아돔스키에 의해 암살되었다. 그의 장례식에는 500,000여명이 참가했으며, 이는 평화의 상징으로 자리잡으며 향후 극우 운동을 막아내는 데 영향을 주었다. 유해는 12월 22일 바르샤바의 성 요한 성당에 안치되었다.
생전에 천주교도였으나 신앙을 실천하는 사람은 아니었으며, 대신에 프리메이슨의 단원으로 전국 각지의 의례식에 참여하곤 했다.